# Reforma lingüística

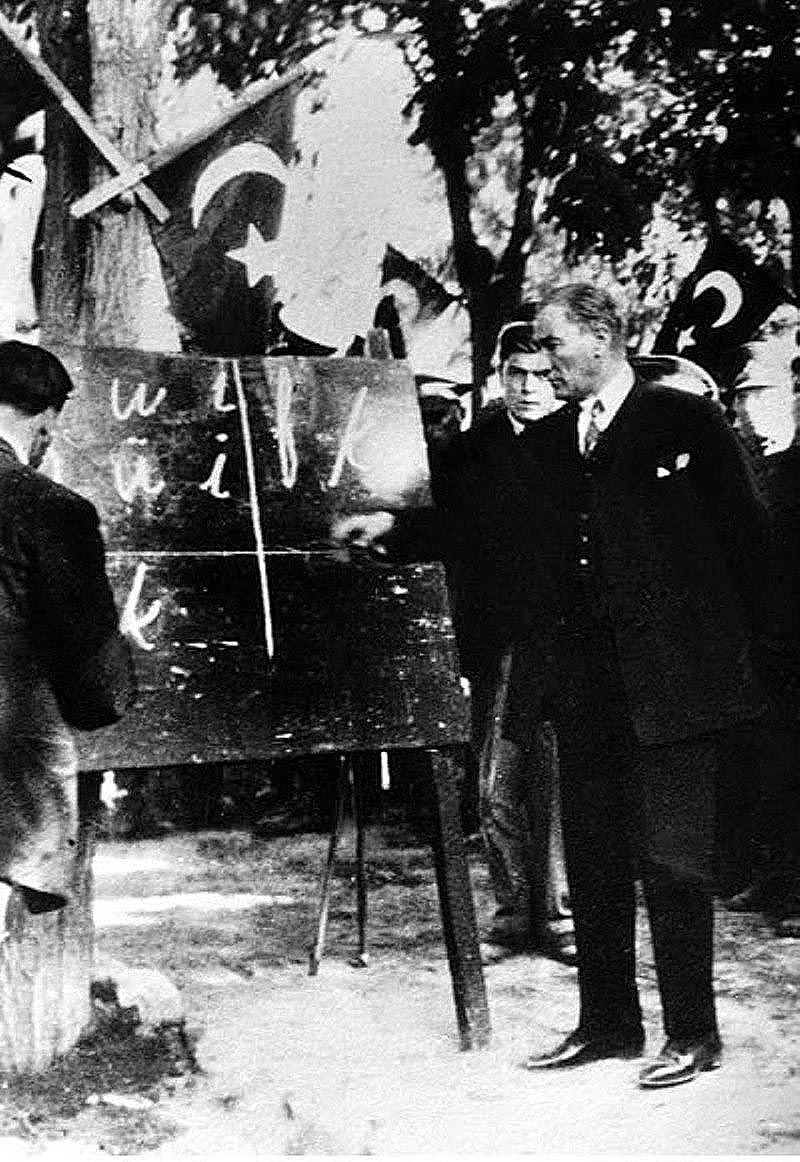
Atatürk presentando el nuevo alfabeto.

Una reforma lingüística es la planificación lingüística de un cambio masivo en el uso de un idioma, una regularización del vocabulario, la gramática o la ortografía para hacer la lengua más fácil o más culta. Se simplifica o se prescriben las formas supuestas de mayor pureza lingüística.

## Simplificación
Lo más común es la reforma de la ortografía: el español (durante el siglo XVIII), el portugués (en 1911, 1945 y 1973, en Portugal, y en 1943, 1971 y 2009 en Brasil), el alemán (en 1901/02 y 1996/98) y el ruso (en 1728 y 1919). 
Pero también se pueden simplificar la inflexión, la síntesis, el vocabulario y la formación de palabras. 
- Datos: Q662175